# Buckhurst Hill
Buckhurst Hill è un paese di 10 738 abitanti della contea dell'Essex, in Inghilterra.